# Eidocamptophallus
Eidocamptophallus is een geslacht van kreeftachtigen uit de klasse van de Malacostraca (hogere kreeftachtigen).

## Soort
- Eidocamptophallus chacei (Pretzmann, 1967)